# 중화버스
중화버스(중국어: 中華汽車, 영어: China Motor Bus, CMB)는 홍콩의 버스 회사이다. 1924년 개업을 시작했으며, 1998년 프랜차이즈가 종료되어 신세계제일버스로 인수되었다.